# アルティメイト・エアロスミス・ヒッツ
『アルティメイト・エアロスミス・ヒッツ』（原題：O, Yeah! Ultimate Aerosmith Hits）は、エアロスミスが2002年に発表した2枚組ベスト・アルバム。

## 解説
エアロスミスのベスト・アルバムとしては初めて、コロムビア・レコード時代の音源とゲフィン・レコード時代の音源の両方を含むオールタイム・ベスト・アルバムなった。2002年までに発表されたアルバムから選ばれた代表曲に、新曲2曲、映画のサウンドトラックに提供した楽曲、Run-D.M.C.との共演による「ウォーク・ディス・ウェイ」を加えた内容。
国によってはボーナス・トラック3曲入りのフォーマットで発売され、日本盤には4曲のボーナス・トラックが収録された。

## 収録曲

### ディスク1
1. ママ・キン - Mama Kin (Steven Tyler) - 4:26
  - アルバム『野獣生誕』（1973年）より。
2. ドリーム・オン - Dream On (S. Tyler) - 4:25
  - アルバム『野獣生誕』より。
3. セイム・オールド・ソング・アンド・ダンス - Same Old Song and Dance (S. Tyler, Joe Perry) - 3:53
  - アルバム『飛べ!エアロスミス』（1974年）より。
4. 折れた翼 - Seasons of Wither (S. Tyler) - 5:25
  - アルバム『飛べ!エアロスミス』より。
5. ウォーク・ディス・ウェイ - Walk This Way (S. Tyler, J. Perry) - 3:39
  - アルバム『闇夜のヘヴィ・ロック』（1975年）より。
6. ビッグ10インチ・レコード - Big Ten Inch Record (Weismantel) - 2:12
  - アルバム『闇夜のヘヴィ・ロック』より。
7. スウィート・エモーション - Sweet Emotion (S. Tyler, Tom Hamilton) - 4:34
  - アルバム『闇夜のヘヴィ・ロック』より。
8. ラスト・チャイルド - Last Child (S. Tyler, Brad Whitford) - 3:20
  - アルバム『ロックス』（1976年）より。
9. バック・イン・ザ・サドル - Back in the Saddle (S. Tyler, J. Perry) - 4:40
  - アルバム『ロックス』より。
10. ドロー・ザ・ライン - Draw the Line (S. Tyler, J. Perry) - 3:45
  - アルバム『ドロー・ザ・ライン』（1977年）より。
11. デュード - Dude (Looks Like a Lady) (S. Tyler, J. Perry, Desmond Child) - 4:23
  - アルバム『パーマネント・ヴァケイション』（1987年）より。
12. エンジェル - Angel (S. Tyler, D. Child) - 5:07
  - アルバム『パーマネント・ヴァケイション』より。
13. ラグ・ドール - Rag Doll (S. Tyler, J. Perry, Jim Vallance, Holly Knight) - 4:24
  - アルバム『パーマネント・ヴァケイション』より。
14. ジェニーズ・ガット・ア・ガン - Janie's Got a Gun (S. Tyler, T. Hamilton) - 5:28
  - アルバム『パンプ』（1989年）より。
15. エレヴェイター・ラヴ - Love in an Elevator (S. Tyler, J. Perry) - 5:21
  - アルバム『パンプ』より。
16. ホワット・イット・テイクス - What It Takes (S. Tyler, J. Perry, D. Child) - 5:12
  - アルバム『パンプ』より。

### ディスク2
1. アザー・サイド - The Other Side (S. Tyler, J. Vallance, Holland, Dozier, Holland Jr.) - 4:05
  - アルバム『パンプ』より。
2. リヴィング・オン・ジ・エッジ - Livin' on the Edge (S. Tyler, J. Perry, Mark Hudson) - 6:21
  - アルバム『ゲット・ア・グリップ』（1993年）より。
3. クライン - Cryin' (S. Tyler, J. Perry, Taylor Rhodes) - 5:08
  - アルバム『ゲット・ア・グリップ』より。
4. アメイジング - Amazing (S. Tyler, Richard Supa) - 5:55
  - アルバム『ゲット・ア・グリップ』より。
5. デュースズ・アー・ワイルド - Deuces Are Wild (S. Tyler, J. Vallance) - 3:36
  - オムニバス・アルバム『ザ・ビーヴィス・アンド・バットヘッド・エクスペリエンス』（1993年）より。
6. クレイジー - Crazy (S. Tyler, J. Perry, D. Child) - 5:17
  - アルバム『ゲット・ア・グリップ』より。
7. フォーリング・イン・ラヴ - Falling in Love (Is Hard on the Knees) (S. Tyler, J. Perry, Glen Ballard) - 3:26
  - アルバム『ナイン・ライヴズ』（1997年）より。
8. ピンク (The South Beach Mix) - Pink (The South Beach Mix) (S. Tyler, R. Supa, G. Ballard) - 3:54
  - アルバム『ナイン・ライヴズ』収録曲のリミックス・ヴァージョン。
9. ミス・ア・シング - I Don't Want to Miss a Thing (Diane Warren) - 4:58
  - 映画『アルマゲドン』（1998年公開）主題歌。
10. ジェイディッド - Jaded (S. Tyler, Marti Frederiksen) - 3:34
  - アルバム『ジャスト・プッシュ・プレイ』（2001年）より。
11. ジャスト・プッシュ・プレイ (Radio Remix) - Just Push Play (Radio Remix) (S. Tyler, M. Hudson, Steve Dudas) - 3:11
  - アルバム『ジャスト・プッシュ・プレイ』収録曲のリミックス・ヴァージョン。
12. ウォーク・ディス・ウェイ - Walk This Way (S. Tyler, J. Perry) - 5:10
  - Run-D.M.C.、スティーヴン・タイラー、ジョー・ペリーの共演ヴァージョン。Run-D.M.C.のアルバム『レイジング・ヘル』（1986年）より。
13. ガールズ・オブ・サマー - Girls of Summer (S. Tyler, J. Perry, M. Frederiksen) - 3:13
  - 新曲。日本ではテレビ番組『ザ!世界仰天ニュース』のエンディング・テーマに使用された[5]。
14. レイ・イット・ダウン - Lay It Down (S. Tyler, J. Perry, DeGrate, M. Frederiksen) - 3:47
  - 新曲。

#### 日本盤ボーナス・トラック
1. トレイン・ケプト・ア・ローリン - Train Kept a Rollin' (Tiny Bradshaw, Howard Kay, Lois Mann) - 5:39
  - アルバム『飛べ!エアロスミス』より。
2. 闇夜のヘヴィ・ロック - Toys in the Attic (S. Tyler, J. Perry) - 3:05
  - アルバム『闇夜のヘヴィ・ロック』より。
3. カム・トゥギャザー - Come Together (John Lennon, Paul McCartney) - 3:45
  - 映画『サージャント・ペッパー』（1978年公開）サウンドトラックより。
4. テーマ・フロム・スパイダーマン - Theme from Spider-Man (Paul Francis Webster, Robert Harris) - 2:57
  - 映画『スパイダーマン』（2002年公開）サウンドトラックより。